# FUNDC1
FUNDC1 (англ. FUN14 domain containing 1) – білок, який кодується однойменним геном, розташованим у людей на X-хромосомі. Довжина поліпептидного ланцюга білка становить 155 амінокислот, а молекулярна маса — 17 178.
| 10         |  | 20         |  | 30         |  | 40         |  | 50         |
| ---------- |  | ---------- |  | ---------- |  | ---------- |  | ---------- |
| MATRNPPPQD |  | YESDDDSYEV |  | LDLTEYARRH |  | QWWNRVFGHS |  | SGPMVEKYSV |
| ATQIVMGGVT |  | GWCAGFLFQK |  | VGKLAATAVG |  | GGFLLLQIAS |  | HSGYVQIDWK |
| RVEKDVNKAK |  | RQIKKRANKA |  | APEINNLIEE |  | ATEFIKQNIV |  | ISSGFVGGFL |
| LGLAS      |  |            |  |            |  |            |  |            |

A: Аланін

C: Цистеїн

D: Аспарагінова кислота

E: Глутамінова кислота

F: Фенілаланін

G: Гліцин

H: Гістидин

I: Ізолейцин

K: Лізин

L: Лейцин

M: Метіонін

N: Аспарагін

P: Пролін

Q: Глутамін

R: Аргінін

S: Серин

T: Треонін

V: Валін

W: Триптофан

Кодований геном білок за функцією належить до фосфопротеїнів. 
Задіяний у такому біологічному процесі, як автофагія. 
Локалізований у мембрані, мітохондрії, зовнішній мембрані мітохондрій.